# Villa Kreykamp
Villa Kreykamp is een monumentale dubbele villa in het kloosterdorp Steyl in Tegelen, in de Nederlandse gemeente Venlo.
De villa is gebouwd in 1905, in opdracht van Petrus Kreykamp. Het ontwerp is afkomstig van architect P. Rassaerts. Vooral aan de straatzijde ter afscheiding van het voorerf enkele hekpijlers waartussen zich een nog deels authentiek hek bevindt. Aan de rechtergevel is een serre in 1918 aangebouwd (getuige een gevelsteen uit dat jaar). In de siertuin op het achtererf bevindt zich bovendien een monumentale bruine beuk uit de bouwtijd. De bouwstijl is een zogeheten overgangsarchitectuur, met invloeden van art nouveau, neorenaissance en het traditionele bouwen. De authentieke delen van het monumentale hekwerk zijn afkomstig van een Tegelse metaalwarensmederij, en in opdracht van Frans Kreykamp zijn de initialen F.K. aangebracht.
De erfafscheiding aan de Sint Michaëlstraat bestaat uit diverse, in rode verblendsteen opgetrokken hekpijlers met brede sokkel en bekronende, gelaagde piramidekoppen. Daartussen voetmuurtjes, bestaande uit gecementeerde basis en afgeplatte ezelsruggen waarop zich nog grotendeels het decoratief gesmede hekwerk in jugendstil verheft (met name bij nrs. 1 en 3a). Vleugelhekken (bij huisnummer. 1 nog origineel) geven toegang tot het voorerf. De dubbele villa beslaat een onregelmatige, oorspronkelijk nagenoeg spiegelsymmetrische plattegrond en telt deels drie en deels vier bouwlagen plus een verdieping onder de kap.
Het gebouw is gedekt met verschillende dakpannen: oorspronkelijk gesmoorde muldenpannen en anno 2003 ook met gesmoorde verbeterde Hollandse pannen (nr. 1). Het dak bestaat uit een groot schilddak met overstek dat in het midden doorbroken is door twee haaks hierop geplaatste zadeldaken (grotendeels met wolfeinden) die een hogere noklijn hebben. De nokeinden zijn bekroond met pironnen.